# زبان داملی
زبان داملی شاخه از زبان داردی - هندو آریائی -هندو اروپائی می‌باشد. مردمان دره دامیل کنار دریای ارندوی دو طرف سرحد خط دیورند جنوب ولسوالی چترال خیبر پختونخوای به این زبان تکلم می‌نمایند. گوینده گان این زبان حدود ۵۰۰۰ نفر می‌باشد.زبان دوم داملی‌زبانان پشتو است و برخی از آنان به زبان‌های کهوار و اردو نیز تسلط‌دارند.  زبان دامیلی تحت تأثیر زبان نوستانی قرار داشته مترادف به زبانهای کامویری کاتی ساوی گواربتی کامویری و پلولا می‌باشد. زبان دامیلی دارای لهجه‌های بنام شینتری دوندری و سواتی اسپار می‌باشد. 